# Primera Batalla de Seúl
La Primera Batalla de Seúl fue un conflicto bélico durante el comienzo de la Guerra de Corea, cuyo punto de inicio fue la invasión de Corea del Sur por parte del ejército de Corea del Norte el 25 de junio de 1950. La capital, Seúl, fue capturada apenas tres días después.
Los norcoreanos utilizan la táctica conocida como Blitzkrieg, utilizando tanques T-34 con el apoyo de artillería. Los surcoreanos no tenía medios para detener el ataque ya que carecían de armas apropiadas y no contaban con tanques. Además, las fuerzas de Corea del Sur habían dinamitado un puente sobre el Río Han atrapando a sus propios soldados y matando a cientos de refugiados durante la evacuación de la ciudad.